# Atlantis (filme de 1913)
Atlantis é um filme mudo dinamarquês de 1913 dirigido por August Blom, chefe de produção da Nordisk Film Company, e foi baseado no romance de Gerhart Hauptmann.  O filme estrelou um elenco internacional encabeçado pelo ator dinamarquês Olaf Fønss e pela diva da ópera austríaca Ida Orloff. O filme conta a história de um médico que viaja para os Estados Unidos em busca de uma cura para sua esposa que estava doente, e de um trágico naufrágio de um transatlântico após atingir algum objeto no mar. O filme teve seu lançamento apenas um ano após o naufrágio do RMS Titanic em 1912, o filme atraiu considerável atenção e também algumas críticas devido às semelhanças com a tragédia real.
Os altos custos de produção de Atlantis não foram igualados pelos retornos de bilheteria da época. No entanto, o filme se tornou o filme mais assistido da Nordisk Film e foi aclamado pelo historiador de cinema Erik Ulrichsen como uma obra-prima dinamarquesa e "um dos primeiros filmes modernos". 
O filme foi gravado a bordo de um navio real, o SS Dwinsk, a produção do filme contratou para aparecer no filme como um transatlântico fictício chamado "SS Roland."
1. ↑  Ulrichsen, Erik (1958). Introduction to Atlantis. Copenhagen: Det Danske Filmmuseet